# Günther Schwägermann
Günther Schwägermann (Uelzen, 24 de juliol de 1915) va servir en el govern nazi del dictador alemany Adolf Hitler. En concret, pels volts de 1940, Schwägermann va ser ajudant del ministre Joseph Goebbels.
El gener de 1945, Goebbels va enviar a Schwägermann a la seva vila a Lanke, ordenant-li portar la seva dona, Magda, i els seus fills per romandre al refugi de Schwanenwerder.
Per el 22 d'abril de 1945, els soviètics estaven atacant a Berlín i Joseph Goebbels i Magda portaren els seus fills al Führerbunker. I Schwägermann amb ells. Va ser en aquest bunker, sota de la Nova Cancelleria que Adolf Hitler i uns pocs membres del seu cercle íntim, es van reunir per dirigir la defensa final de la ciutat.
L'1 de maig de 1945, durant els últims dies de la Batalla de Berlín, Schwägermann assistí amb la crema dels cossos de Hitler i la seva muller, Eva Braun, i després del suïcidi de Goebbels i la seva esposa. El seu últim rang va ser SS-Hauptsturmführer (Capità).
Schwägermann va sobreviure a la Segona Guerra Mundial. I va fugir del bunker juntament amb un grup extens amb membres com Traudl Junge, Martin Bormann, etc. Es va escapar a Alemanya Occidental, on, fins al 1947, estigué en captivitat estatunidenca. La seva vida de post guerra és poc coneguda.